# Dasophrys engeli
Dasophrys engeli là một loài ruồi trong họ Asilidae. Dasophrys engeli được Londt miêu tả năm 1981. Loài này phân bố ở vùng nhiệt đới châu Phi.